# Alvise Cadamosto
Alvise Cadamosto sau Alvide da Ca' da Mosto, în portugheză ca Luís Cadamosto ( n. ~ 1432, Veneția, Italia – d. 18 iulie 1488), Veneția) a fost negustor și navigator venețian aflat în slujba prințului portughez Henric Navigatorul.

## Viața
În 1455, aflați în slujba prințului Henric, navigatorul venețian Alvise Cadamosto și genovezul Antoniotto Usodimare navighează de-a lungul coastei vest-africane până la gurile fluviului Gambia. La reîntoarcere în Portugalia fac descoperiri interesante asupra regiunii vizitate , mai ales asupra Capului Verde. 

În 1456, în cursul unei noi călătorii Ca'da-Mosto și Usodimare navighează cu două corăbii până dincolo de capul Blanco. Împinși de o furtună spre NV, descoperă câteva insule din Arhipelagul Capului Verde (pe care le-au numit Boãvista, Sal, Maya și Santiago). Ca și în prima călătorie, Ca'da-Mosto notează sistematic observațiile sale într-un jurnal care va fi publicat în 1507, mult după reîntoarcerea navigatorului la Veneția (1463).